# Sainte-Olive
Sainte-Olive är en kommun i departementet Ain i regionen Auvergne-Rhône-Alpes i östra Frankrike. Kommunen ligger  i kantonen Saint-Trivier-sur-Moignans som ligger i arrondissementet Bourg-en-Bresse. Kommunens areal är 7,39 km². År 2022 hade Sainte-Olive 357 invånare.

## Befolkningsutveckling
Antalet invånare i kommunen Sainte-Olive
Referens: INSEE